# Robert Henry Dick
Sir Robert Henry Dick KCB KCH KOV (29 juli 1787 – 10 februari 1846) was een Schotse militair, zoon van Charlotte Maclaren (1796-1830) en dr. William Dick (1757-1821) van Tullymeet House in Perthshire, een dokter in dienst van de Britse Oost-Indische Compagnie.

## Militaire carrière
Hij diende als officier in het 42ste infanterieregiment tijdens de Spaanse Onafhankelijkheidsoorlog in 1804. Hij vocht bij Buçaco, Fuentes De Onore en Salamanca. Hij onderscheidde zich tijdens de slag bij Quatre-Bras en Waterloo. Bij Quatre Bras sneuvelde de leidende officier, Sir Robert Macara, waardoor Robert Dick de leiding overnam. Snel erna werd hij geraakt door een musketkogel aan de schouder, waardoor hij uiteindelijk bewusteloos raakte door bloedverlies, hierna nam George Davidson het commando over. Hij herstelde snel van zijn verwondingen waardoor hij twee dagen later kon deelnemen aan de slag bij Waterloo. Hij was reeds majoor toen hij een gouden medaille ontving voor zijn diensten bij Busaco en Fuentes De Onore, waar hij een flankbataljon leidde. In 1814 kreeg hij zijn C.B. In 1832 kreeg hij zijn K.C.H. In 1838 kreeg hij zijn K.C.B. In 1837 werd hij gepromoveerd tot generaal-majoor, en in 1841-1842 was hij regerend opperbevelhebber bij Madras. In 1846 gaf hij bevel over de derde infanteriedivisie in de Eerste Sikhoorlog.
Hij sneuvelde bij het leiden van het 80ste regiment bij een tweede charge tegen de verschansingen van de sikhs bij de slag van Sobraon.

### Tijdlijn
- 1787 Geboren in Schotland, 29 juli.
- 1800 Getekend 75ste regiment.
- 1804 Luitenant in het 42ste.
- 1806 Dienst in Sicilië.
- 1807 Dienst in Egypte.
- 1808 Majoor in het 42ste, 14 juli.
- 1812 Brevet luitenant-kolonel, 8 oktober.
- 1814 C.B.
- 1815 Luitenant-kolonel.
- 1825 ADC van de Koning.
- 1832 K.C.H.
- 1837 Majoor-generaal, 10 januari.
- 1838 K.C.B.
- 1841 Tijdelijk hoofdcommandant te Madras.
- 1845 Kolonel van 73ste infanterie.
- 1846 Commandant 3de infanteriedivisie.
- 1846 Gesneuveld te Sobraon, 10 februari.[3]

## Persoonlijk leven
Hij was getrouwd met Elizabeth Anne Mcnab (1796-1830) en had drie kinderen: William Dick (1822-?), Rose Theresa Dick (1825-1845) en James Abercromby Dick (1823-1859).

## Brief van majoor Robert Dick uit Brussel
Deze brief is geschreven door Majoor Robert Dick vanuit Brussel en was gericht aan zijn vader in appartement (set) H4 van het Albany in Piccadilly, London. Op het moment van schrijven was Robert Dick majoor in het 42ste Royal Highland Regiment (de Black Watch). De brief werd een week vóór de Slag bij Waterloo geschreven. De originele brief is in het bezit van Andrew Roberts.

### Inhoud
Brussel. 12 juni 1815
Mijn zeer dierbare vader.
Ik had gehoopt voor dezen het genoegen te hebben gesmaakt van u te horen in antwoord op de brief die ik bij mijn aankomst vanaf deze plaats stuurde.
Onze divisie is hier gevormd, bestaande uit twee Britse brigades en één Hannoverse.
We zijn tamelijk goed beziggehouden aangezien ons regiment er zeer op gesteld is zo weinig mogelijk last te veroorzaken.
De Hertog van Wellington gaf onlangs 's avonds weer een bal en toen hij me zag, liep hij naar me toe en schudde mijn hand.
De Hertogin van Richmond, die er even later was en die ik sprak, vroeg me of ik iets had gehoord van de markies [van Huntly, de broer van de hertog en een kolonel in het 42e].
Ik zei van niet, maar ik wilde hem graag ontmoeten om hem ervoor te winnen mij het tweede kolonelschap van het regiment te geven.
Ze zei er zeker van te zijn dat haar broer voor mij zou doen wat hij kon, waarop ze zich omdraaide en zei: ik weet zeker dat die grote man, wijzend naar de hertog, dat ook zal doen, want ik heb hem nog nooit lovender over enig jongeman horen spreken dan gisteravond bij mij thuis over u.
Het leidt wellicht tot niets, maar het is in elk geval aangenaam om zo positief te worden besproken door een zo groot man.
Ik ben uitgenodigd op de feestelijkheden van de hertogin en zal er aanstaande donderdag zijn.
Als we tenminste hier blijven, maar afgaande op wat ik op zeer goed gezag hoor, denk ik dat het leger snel zal vertrekken.
Ik hoop dat we er het goed vanaf zullen brengen, maar ik wilde wel dat we het leger hadden dat de hertog in Spanje had.
De Britse infanterie bestaat uit vijf divisies (een andere divisie wordt in Gent gevormd) met een operationele sterkte van niet meer dan 4000 man in elke divisie.
De uitstekende Britse cavalerie telt 7000 en er is een grote strijdmacht artillerie. Heel het Britse leger kan naar mijn idee niet veel meer tellen dan 35.000 operationeel.
Er zijn 29.000 Belgen; die naar ik vrees niet te vertrouwen zijn omdat ze allemaal onder Bone [Bonaparte] hebben gediend.
De Nederlanders tellen ongeveer 30.000.
Naar ik hoor tamelijk goed [maar] ik heb hen niet gezien.
De Hannoveranen, zowel de cavalerie als infanterie, zijn goed.
Elke Britse divisie heeft een brigade van hen.
Er wordt gezegd dat Soult is aangekomen om het bevel te voeren over het leger.
Bevestigd door Wellington.
Zal voor de 23ste van deze maand door de ene of andere kant een klap worden uitgedeeld. Het verbaast me dat Bone de Pruisen of ons niet aanvalt voordat de hele strijdmacht van de Russen arriveert.
Hij zou ons apart kunnen verslaan.
Ik heb Harris nog niet opgezocht [zijn zwager luitenant-kolonel William George Harris, die het 2e bataljon van het 73e regiment bij Waterloo zou commanderen].
Ik wilde er elke dag naartoe, maar steeds was er het een of ander dat me verhinderde.
Mijn paarden hebben elkaar kreupel gemaakt en kunnen nauwelijks bewegen.
Gisteren moest ik er een afschieten vanwege de Vlaamse ziekte.
Ik hield hem in een andere stal, gescheiden van de andere omdat ik ze anders allemaal kwijt zou raken en geruïneerd zou zijn.
Ik hoorde gister over Harris dat het hem goed gaat.
Ik ben voor altijd
Uw plichtsgetrouwe zoon
Dick was aanwezig op het bal van de Hertogin van Richmond op 15 juni 1815: de lijst van aanwezigen die lady De Ros aan William Fraser verstrekte vermeldt 'col. Dick, 42nd (killed at sobraon, 1846)'. Bovendien is zijn naam te vinden op pagina 27 van Williams beschrijving van die gelegenheid uit 1897: Het bal van de hertogin van Richmond.

## Gedenktekens
Hij is begraven in Ferozepore. Het grafschrift luidt:
Hier ligt in de hoop van gelukzalige heropstanding Sir Robert Henry Dick van Tully Mett, Perthshire N.B.
Majoor-generaal ridder commandant van de orde van Bath en Hannover, ridder van de Oostenrijkse militaire orde van Maria Theresia en van de Russische orde van Vladimir.
Kolonel van H.M. 73rd Regt.
Voor zijn land heeft hij gevochten en gebloed: in Egypte bij Maida doorheen de Peninsula bij Waterloo en in India.
Voor zijn heldenmoed en kunde bij Fuentes, D'Onor, Busaco, Sakamanca en Waterloo ontving hij twee medailles en twee eerbare gespen.
Geboren op 29 juli 1787 AD viel hij in het moment van de overwinning op 10 februari 1846 AD, het 80ste regiment aanmoedigende.
Hij leidde zijn divisie in de aanval op de verschansingen van de sikhs bij Sobraon.
Geëerd en geliefd leefde hij, geëerd en betreurd stierf hij.
Er is een gedenkteken bij de Kathedraal van Dunkeld, Dunkeld, Tayside. Het opschrift luidt:

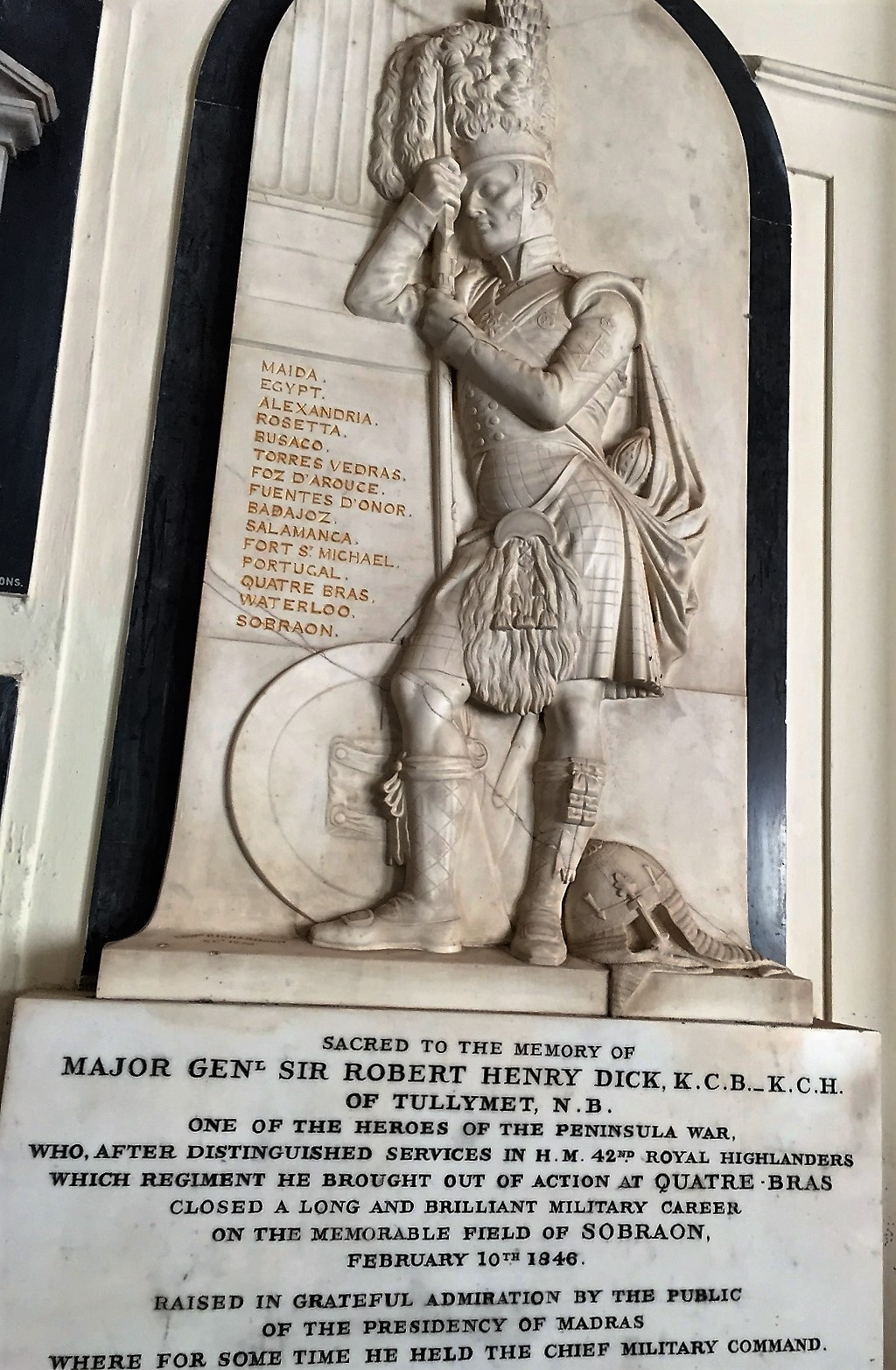
Memorial to Sir Robert Henry Dick, St. George's Cathedral, Madras

Opgedragen aan de herinnering aan majoor-generaal Sir Robert Henry Dick, K.C.B._K.C.H. van Tullymet, N.B.,
een van de helden van de Spaanse Burgeroorlog, die, na eerbare diensten in H.M.'s 42ste Regiment van de Koninklijke Hooglanders, waarvan hij het regiment in actie bracht bij Quatre Bras, zijn lange en briljante militaire carrière beëindigde op het memorabele slagveld van Sobraon.
Boven de inscriptie is een 42ste Hooglander in vol uniform rustend tegen voetstuk gehouwen, alsook een lijst van waar het regiment gestationeerd was:
Maida, Egypt, Alexandria, Rosseta, Bucaso, Torres Vedras, Foz D'Arouce, Fuentes De Onoro, Badagoz, Salamanca, Fort St. Michael, Portugal, Quatre Bras, Waterloo, Sobraon.
Zijn portret, door William Salter, bevindt zich  in de National Portrait Gallery.